# Ann-Elise Hannikainen
Ann-Elise Hannikainen (Hanko, 14 de gener de 1946 - Hèlsinki, 19 de novembre de 2012) fou una compositora i pianista finlandesa.

## Biografia
Hannikainen fou filla del diplomàtic Heikkij Hannikainen (1915-1989) i de la seva esposa Marianne Vennström (1917-2001). Heikkij Hannikainen va ser ambaixador de la República de Finlàndia a Madrid entre 1972 i 1978.
Anne-Elise va estudiar piano amb Tapani Valsta a l'Acadèmia Sibelius de 1967 a 1972 i des de 1972 composició a Madrid amb Ernesto Halffter, alumne de Manuel de Falla. Halffter i Hannikainen van viure junts a Espanya fins a la mort de Halffter el 1989. Després, Hannikainen va tornar a Finlàndia. Va passar els seus últims anys en una residència de gent gran a Pitäjänmäki, un barri de Hèlsinki.
En el debut espanyol de Hannikainen l'any 1973, l'Orquestra de la Ciutat de València va interpretar la seva obra orquestral Anerfálicas, inspirada en la música popular peruana; Hannikainen havia viscut al Perú durant quatre anys a mitjans dels anys seixanta, els anys que el seu pare va estar destinat al Perú. L'any 1976, el seu concert per a piano, compost en honor al centenari de Manuel de Falla, es va estrenar durant el Festival de Hèlsinki.
El 2015 es va estrenar l'òpera Compositora Ann-Elise Hannikainen, composta per Markus Virtanen, sobre la vida de la compositora, a la Universitat de Ciències Aplicades de Metropolia.

## Obres
- Tema i quatre variacions (1966) per a piano
- Tema amb 11 variacions (1968) per a piano
- Anerfálicas (1973) per a orquestra
- Pensaments 1974 (1974) per a piano
- Toccata-Fantasia (1975) per a piano
- Concert per a piano (1976)
- Cosmos (1977) per a orquestra
- Cháchara (1980) per a flauta i piano
- Sextet (1981) per a piano i quintet de vent
- Solemne (1982) per a piano
- Duo (1984/85) per a violí i piano
- Zafra (1986) per a violí i piano
- Hannikainen laulu (1995) per a veu i piano